# Gran Premio di superbike dell'Osterreichring 1988
Il Gran Premio di superbike di Zeltweg 1988 è stato la quarta prova del campionato mondiale Superbike del 1988; disputato il 3 luglio sull'Österreichring ha visto imporsi Marco Lucchinelli su Ducati in gara 1 e Davide Tardozzi su Bimota in gara 2.

## Gara 1
Fonti 

### Arrivati al traguardo
| Pos. | Nº | Pilota                 | Squadra                       | Motocicletta    | Giri | Tempo     | Griglia | Punti |
| ---- | -- | ---------------------- | ----------------------------- | --------------- | ---- | --------- | ------- | ----- |
| 1º   | 15 | Marco Lucchinelli      | Ducati Team Lucky             | Ducati 851      | 20   | 39:19.045 | 2º      | 10    |
| 2º   | 12 | Fabrizio Pirovano      | Moto Club Carate Brianza      | Yamaha FZR750   | 20   | +4.926    | 11º     | 8,5   |
| 3º   | 32 | Malcolm Campbell       | Honda Shell Racing            | Honda RC30      | 20   | +10.016   | 1º      | 7,5   |
| 4º   | 17 | Alex Vieira            | Honda France Motul            | Honda RC30      | 20   | +15.396   | 9º      | 6,5   |
| 5º   | 2  | Davide Tardozzi        | Bimota SpA                    | Bimota YB4      | 20   | +37.935   | 3º      | 5,5   |
| 6º   | 23 | Edwin Weibel           | Mühlebach Honda               | Honda RC30      | 20   | +39.162   | 10º     | 5     |
| 7º   | 14 | Adrien Morillas        | Kawasaki France               | Kawasaki GPX750 | 20   | +40.060   | 13º     | 4,5   |
| 8º   | 31 | Robert Phillis         | Kawasaki Australia            | Kawasaki GPX750 | 20   | +48.260   | 8º      | 4     |
| 9º   | 7  | Anders Andersson       | Suzuki Sweden                 | Suzuki GSX-R750 | 20   | +1:11.093 | 17º     | 3,5   |
| 10º  | 8  | Ernst Gschwender       | Suzuki Motor GmbH Deutschland | Suzuki GSX-R750 | 20   | +1:18.805 | 16º     | 3     |
| 11º  | 53 | Karl-Heinz Riegl       | Freytag Racing                | Bimota YB4      | 20   | +1:28.957 | 19º     | 2,5   |
| 12º  | 98 | Dietmar Kemter         | Honda Grell                   | Honda RC30      | 20   | +1:29.413 | 23º     | 2     |
| 13º  | 59 | Udo Mark               | Mitsui Yamaha Racing          | Yamaha FZR750   | 20   | +1:32.587 | 28º     | 1,5   |
| 14º  | 43 | Dieter Heinen          | Team Médiares                 | Honda RC30      | 20   | +1:32.847 | 26º     | 1     |
| 15º  | 65 | Mauro Ricci            | Moto Club Bologna             | Ducati 851      | 20   | +1:37.206 | 18º     | 0,5   |
| 16º  | 95 | Peter Rubatto          | Hein Gericke                  | Bimota YB4      | 20   | +1:44.862 | 7º      |       |
| 17º  | 10 | Jari Suhonen           | Arwidson Racing               | Yamaha FZR750   | 20   | +2:47.678 | 24º     |       |
| 18º  | 30 | Jean-Louis Guignabodet |                               | Honda RC30      | 19   | +1 giro   | 29º     |       |
| 19º  | 62 | Helmut Stichaller      | Honda Mautner                 | Honda RC30      | 19   | +1 giro   | 20º     |       |
| 20º  | 34 | Claudio Biesele        | Hübler Motos Racing           | Bimota YB4      | 19   | +1 giro   | 40º     |       |
| 21º  | 44 | August Weissner        |                               | Suzuki GSX-R750 | 19   | +1 giro   | 39º     |       |
| 22º  | 55 | José Maria Pardo       | Gabi Competicion              | Yamaha FZR750   | 19   | +1 giro   | 43º     |       |
| 23º  | 35 | Peter Krummenacher     | Hagmanit Flachdach            | Honda RC30      | 19   | +1 giro   | 38º     |       |
| 24º  | 47 | Johannes Westhoff      | MRC Weigelsdorf               | Suzuki GSX-R750 | 19   | +1 giro   | 36º     |       |
| 25º  | 41 | Marco Dall'Aglio       | Moto Club Ducale Parma        | Kawasaki GPX750 | 19   | +1 giro   | 46º     |       |
| 26º  | 39 | Mario Rubatto          |                               | Suzuki GSX-R750 | 19   | +1 giro   | 41º     |       |
| 27º  | 27 | Walter Oswald          |                               | Honda RC30      | 19   | +1 giro   | 47º     |       |
| 28º  | 97 | Anton Rechberger       | MSC-Rottenegg                 | Suzuki GSX-R750 | 19   | +1 giro   | 42º     |       |
| 29º  | 58 | Günter Heil            | AMC Karlsruhe                 | Suzuki GSX-R750 | 18   | +2 giri   | 45º     |       |
| 30º  | 37 | Kimmo Kopra            |                               | Yamaha FZR750   | 18   | +2 giri   | 48º     |       |
| 31º  | 61 | Horst Lotz             |                               | Yamaha FZR750   | 18   | +2 giri   | 50º     |       |
| 32º  | 21 | Paul Iddon             | Pee Jay Racing                | Bimota YB4      | 18   | +2 giri   | 21º     |       |

### Ritirati
| Nº | Pilota              | Squadra                      | Motocicletta    | Giri | Griglia |
| -- | ------------------- | ---------------------------- | --------------- | ---- | ------- |
| 9  | Roger Burnett       | Honda Britain                | Honda RC30      | 19   | 4º      |
| 11 | Bodo Schmidt        | Bimota Vertrieb              | Bimota YB4      | 18   | 14º     |
| 5  | Fred Merkel         | Moto Club Bergamo            | Honda RC30      |      | 6º      |
| 28 | Hans Lindner        | Atomic Road Racing           | Honda RC30      |      | 27º     |
| 42 | Paul Ramon          | Team Médiares                | Honda RC30      |      | 35º     |
| 50 | Augusto Clerici     | Moto Club Milano             | Bimota YB4      |      | 33º     |
| 51 | Marino Fabbri       | Moto Club Paolo Tordi        | Bimota YB4      |      | 15º     |
| 1  | Virginio Ferrari    | Moto Club Milano             | Honda RC30      |      | 22º     |
| 40 | Johann Osendorfer   | Höly Racing Team Schriesheim | Kawasaki GPX750 |      | 37º     |
| 20 | Christophe Bouheben | Honda France Motul           | Honda RC30      |      | 5º      |
| 19 | René Rasmussen      | Suzuki Denmark               | Suzuki GSX-R750 |      | 34º     |
| 48 | Gianni Maran        | Speed Shadows Racing         | Bimota YB4      |      | 12º     |
| 57 | Ralf Saura          |                              | Suzuki GSX-R750 |      | 30º     |
| 67 | Gerhard Schwarz     |                              | Suzuki GSX-R750 |      | 49º     |
| 64 | Walter Cussigh      |                              | Ducati 851      |      | 31º     |

### Non partiti
| Nº | Pilota         | Squadra                | Motocicletta    |
| -- | -------------- | ---------------------- | --------------- |
| 60 | Thomas Franz   | Ditter Plastic Haslach | Bimota YB4      |
| 63 | Hermann Perren | Bolliger Endurance     | Suzuki GSX-R750 |
| 80 | Alois Hager    | MSC Rottenegg          | Honda RC30      |

### Non qualificati
| Nº | Pilota            | Squadra          | Motocicletta    |
| -- | ----------------- | ---------------- | --------------- |
| 56 | Ralf Jochum       |                  | Suzuki GSX-R750 |
| 71 | Franz Mahringer   |                  | Suzuki GSX-R750 |
| 93 | Jürgen Müller     | RS Rallye-Sport  | Suzuki GSX-R750 |
| 46 | Hans Wallnstorfer | MRSC Gunskirchen | Suzuki GSX-R750 |

## Gara 2
Fonti 

### Arrivati al traguardo
| Pos. | Nº | Pilota                 | Squadra                       | Motocicletta    | Giri | Tempo     | Punti |
| ---- | -- | ---------------------- | ----------------------------- | --------------- | ---- | --------- | ----- |
| 1º   | 2  | Davide Tardozzi        | Bimota SpA                    | Bimota YB4      | 20   | 39:15.668 | 10    |
| 2º   | 20 | Christophe Bouheben    | Honda France Motul            | Honda RC30      | 20   | +17.680   | 8,5   |
| 3º   | 17 | Alex Vieira            | Honda France Motul            | Honda RC30      | 20   | +18.263   | 7,5   |
| 4º   | 23 | Edwin Weibel           | Mühlebach Honda               | Honda RC30      | 20   | +19.062   | 6,5   |
| 5º   | 14 | Adrien Morillas        | Kawasaki France               | Kawasaki GPX750 | 20   | +19.219   | 5,5   |
| 6º   | 32 | Malcolm Campbell       | Honda Shell Racing            | Honda RC30      | 20   | +19.383   | 5     |
| 7º   | 12 | Fabrizio Pirovano      | Moto Club Carate Brianza      | Yamaha FZR750   | 20   | +19.586   | 4,5   |
| 8º   | 5  | Fred Merkel            | Moto Club Bergamo             | Honda RC30      | 20   | +20.407   | 4     |
| 9º   | 51 | Marino Fabbri          | Moto Club Paolo Tordi         | Bimota YB4      | 20   | +41.270   | 3,5   |
| 10º  | 8  | Ernst Gschwender       | Suzuki Motor GmbH Deutschland | Suzuki GSX-R750 | 20   | +41.455   | 3     |
| 11º  | 42 | Paul Ramon             | Team Médiares                 | Honda RC30      | 20   | +50.250   | 2,5   |
| 12º  | 7  | Anders Andersson       | Suzuki Sweden                 | Suzuki GSX-R750 | 20   | +50.989   | 2     |
| 13º  | 10 | Jari Suhonen           | Arwidson Racing               | Yamaha FZR750   | 20   | +54.513   | 1,5   |
| 14º  | 59 | Udo Mark               | Mitsui Yamaha Racing          | Yamaha FZR750   | 20   | +1:19.604 | 1     |
| 15º  | 98 | Dietmar Kemter         | Honda Grell                   | Honda RC30      | 20   | +1:25.814 | 0,5   |
| 16º  | 43 | Dieter Heinen          | Team Médiares                 | Honda RC30      | 20   | +1:34.121 |       |
| 17º  | 30 | Jean-Louis Guignabodet |                               | Honda RC30      | 20   | +1:34.594 |       |
| 18º  | 53 | Karl-Heinz Riegl       | Freytag Racing                | Bimota YB4      | 20   | +1:42.804 |       |
| 19º  | 35 | Peter Krummenacher     | Hagmanit Flachdach            | Honda RC30      | 20   | +1:56.185 |       |
| 20º  | 34 | Claudio Biesele        | Hübler Motos Racing           | Bimota YB4      | 20   | +1:56.421 |       |
| 21º  | 64 | Walter Cussigh         |                               | Ducati 851      | 20   | +1:56.638 |       |
| 22º  | 40 | Johann Osendorfer      | Höly Racing Team Schriesheim  | Kawasaki GPX750 | 19   | +1 giro   |       |
| 23º  | 62 | Helmut Stichaller      | Honda Mautner                 | Honda RC30      | 19   | +1 giro   |       |
| 24º  | 55 | José Maria Pardo       | Gabi Competicion              | Yamaha FZR750   | 19   | +1 giro   |       |
| 25º  | 47 | Johannes Westhoff      | MRC Weigelsdorf               | Suzuki GSX-R750 | 19   | +1 giro   |       |
| 26º  | 39 | Mario Rubatto          |                               | Suzuki GSX-R750 | 19   | +1 giro   |       |
| 27º  | 27 | Walter Oswald          |                               | Honda RC30      | 19   | +1 giro   |       |
| 28º  | 97 | Anton Rechberger       | MSC-Rottenegg                 | Suzuki GSX-R750 | 19   | +1 giro   |       |
| 29º  | 37 | Kimmo Kopra            |                               | Yamaha FZR750   | 18   | +2 giri   |       |
| 30º  | 61 | Horst Lotz             |                               | Yamaha FZR750   | 18   | +2 giri   |       |

### Ritirati
| Nº | Pilota            | Squadra                | Motocicletta    | Giri |
| -- | ----------------- | ---------------------- | --------------- | ---- |
| 65 | Mauro Ricci       | Moto Club Bologna      | Ducati 851      | 19   |
| 50 | Augusto Clerici   | Moto Club Milano       | Bimota YB4      | 19   |
| 21 | Paul Iddon        | Pee Jay Racing         | Bimota YB4      | 18   |
| 11 | Bodo Schmidt      | Bimota Vertrieb        | Bimota YB4      | 18   |
| 15 | Marco Lucchinelli | Ducati Team Lucky      | Ducati 851      | 5    |
| 31 | Robert Phillis    | Kawasaki Australia     | Kawasaki GPX750 |      |
| 95 | Peter Rubatto     | Hein Gericke           | Bimota YB4      |      |
| 58 | Günter Heil       | AMC Karlsruhe          | Suzuki GSX-R750 |      |
| 44 | August Weissner   |                        | Suzuki GSX-R750 |      |
| 1  | Virginio Ferrari  | Moto Club Milano       | Honda RC30      |      |
| 41 | Marco Dall'Aglio  | Moto Club Ducale Parma | Kawasaki GPX750 |      |
| 57 | Ralf Saura        |                        | Suzuki GSX-R750 |      |

### Non partiti
| Nº | Pilota          | Squadra                | Motocicletta    |
| -- | --------------- | ---------------------- | --------------- |
| 9  | Roger Burnett   | Honda Britain          | Honda RC30      |
| 19 | René Rasmussen  | Suzuki Denmark         | Suzuki GSX-R750 |
| 28 | Hans Lindner    | Atomic Road Racing     | Honda RC30      |
| 48 | Gianni Maran    | Speed Shadows Racing   | Bimota YB4      |
| 60 | Thomas Franz    | Ditter Plastic Haslach | Bimota YB4      |
| 63 | Hermann Perren  | Bolliger Endurance     | Suzuki GSX-R750 |
| 67 | Gerhard Schwarz |                        | Suzuki GSX-R750 |
| 80 | Alois Hager     | MSC Rottenegg          | Honda RC30      |